# عمران خان (لاعب كريكت باكستاني مواليد 1987)
عمران خان (15 يوليو 1987 في باكستان - ) هو لاعب كريكت باكستاني. شارك مع منتخب باكستان للكريكت.

## وصلات خارجية
- عمران خان (لاعب كريكت) على موقع إي آس بي آن كريك إنفو (الإنجليزية)